# The Keyhole (Antarktika)
The Keyhole (englisch für Das Schlüsselloch) ist ein enger und durch Gletschereis geformte Hohlweg in den Denton Hills an der Scott-Küste des ostantarktischen Viktorialands. Er stellt den Verbindungsweg zwischen dem Adams-Gletscher und dem Hidden Valley dar. Hierdurch ermöglicht er auch einen vergleichsweise einfachen Zugang vom Lake Miers zum Ward-Gletscher.
Seinen deskriptiven Namen verdankt der Gebirgspass Teilnehmern einer von 1960 bis 1961 dauernden Kampagne im Rahmen der neuseeländischen Victoria University’s Antarctic Expeditions, die ihn mehrfach bei ihren Erkundungen des Gebiets begingen.